# Kohärenz (Physik)
Kohärenz (von lat.: cohaerere = zusammenhängen) bezeichnet bei einem oder mehreren ausgedehnten physikalischen Wellenfeldern die Eigenschaft, dass sich die momentanen Auslenkungen (oder Werte) an verschiedenen Orten zeitlich bis auf eine konstant bleibende Phasenverschiebung auf dieselbe Weise ändern. Als Folge kann bei der Überlagerung von kohärenten Wellen oder kohärenter Strahlung eine zeitlich und räumlich stationäre Interferenz sichtbar werden. Das Fehlen von Kohärenz wird als Inkohärenz bezeichnet.
Davon abgeleitet wird in der Quantenmechanik von kohärenter Überlagerung verschiedener Zustände gesprochen, wenn sie unter Beachtung ihrer quantenmechanischen Phasen addiert werden müssen wie Vektoren.
Wellen gleicher Art, für die das Superpositionsprinzip gilt, bilden immer eine resultierende Welle, deren Wert an jedem Ort die Summe der momentanen Werte der überlagerten Wellen ist. Sind zwei Wellen kohärent und haben die Phasendifferenz Null, ist die Amplitude der resultierenden Welle also die Summe der Amplituden der einzelnen Wellen (konstruktive Interferenz). Ist die Phasendifferenz 180°, werden die Amplituden voneinander subtrahiert. Dann löschen sich im Fall gleicher Amplituden die beiden Wellen aus (destruktive Interferenz).
Auch inkohärente Wellen addieren sich an jedem Ort, dies aber mit ständig variierender Phasendifferenz. Für die resultierende Welle gilt: Im zeitlichen Mittel ist ihr (Betrags-)Quadrat gleich der Summe der zeitlich gemittelten (Betrags-)Quadrate der beiden überlagerten Wellen. Bei Inkohärenz addieren sich daher nicht ihre Amplituden, sondern ihre Intensitäten. Eine Schwächung oder sogar gegenseitige Auslöschung ist im zeitlichen Mittel ausgeschlossen.
Reale physikalische Wellen sind zeitlich und räumlich begrenzt, anders als die Sinuskurven, die häufig zu ihrer mathematischen Beschreibung gewählt werden. Auch haben zwei durch verschiedene Anordnungen erzeugte Wellen meist leicht unterschiedliche Frequenzen und können schon deshalb nicht kohärent sein. Das Vorhandensein von Kohärenz deutet daher meist auf eine gemeinsame oder zusammenhängende Entstehungsgeschichte der Wellen hin. Je nach Zeitdauer dieser Entstehung kann die Kohärenz somit zeitlich begrenzt sein, die dabei von den Wellen zurückgelegte Weglänge ist die Kohärenzlänge, die die räumliche Ausdehnung ihrer Kohärenz bemisst.
Kohärenz spielt eine Rolle in allen Bereichen der Physik, in denen Interferenzen beobachtet werden, insbesondere in der Laseroptik, der Spektroskopie und der Interferometrie. Dabei spielt es für die Bedeutung der Kohärenz keine Rolle, ob es sich um Lichtwellen oder um Materiewellen handelt. Da es insbesondere in der Lasertechnik möglich ist, von einzelnen Photonen zahlreiche Kopien mit zusammenhängender Entstehungsgeschichte zu erzeugen, so hat die Kohärenz auch eine große Bedeutung in deren Anwendungsgebieten, wie der Erstellung von Hologrammen, der Quantenkryptographie oder der Signalverarbeitung.
Als Maß der Interferenzfähigkeit zweier Wellen und damit der Kohärenz der beiden dient das Korrelationsintegral.

## Nähere Beschreibung
Sämtliche physikalische Wellen wie Lichtwellen, Radarwellen, Schallwellen oder Wasserwellen können auf eine bestimmte Weise kohärent zu anderen Wellen sein, oder es kann Kohärenz zwischen entsprechenden Teilwellen bestehen. Ursache der Kohärenz kann eine gemeinsame Entstehungsgeschichte der Wellen sein. Wenn beispielsweise bei der Wellenerzeugung derselbe ursächliche Mechanismus zu Grunde lag, können gleichbleibende Schwingungsmuster im Wellenzug entstehen, die später bei einem Vergleich von Teilwellen sichtbar gemacht werden können. Sind die Wellenamplituden zweier Wellen direkt miteinander korreliert, so zeigt sich dies bei der Überlagerung der Wellen am Auftreten von stationären (räumlich und zeitlich unveränderlichen) Interferenzerscheinungen. In anderen Fällen ist zum Teil ein technisch höherer Aufwand oder eine kompliziertere mathematische Betrachtung des Wellenverlaufs notwendig, um eine Kohärenz in den Wellen nachzuweisen.
In einfachen Fällen, wie bei periodischen Wellen, sind zwei Teilwellen kohärent, wenn eine feste Phasenbeziehung zueinander besteht. In der Optik bedeutet diese Phasenbeziehung häufig eine gleich bleibende Differenz zwischen den Phasen der Schwingungsperiode. Teilwellen, die sich an einem festen Ort zu einer bestimmten (zeitlich gemittelten) Intensität überlagern (zum Beispiel auf einem Beobachtungsschirm), können sich dann abhängig von der Phasenbeziehung entweder verstärken bzw. auslöschen (vollständige Kohärenz), ein wenig verstärken bzw. abschwächen (partielle Kohärenz) oder zu einer mittleren Intensität ausgleichen (Inkohärenz). Inkohärenz liegt hier vor allem bei unterschiedlichen Frequenzen vor, wenn alle Phasendifferenzen gleich häufig vorkommen und dadurch keine konstruktive oder destruktive Interferenz möglich ist.
Andererseits können auch Wellen mit unterschiedlichen Frequenzen in gewissem Sinn eine Kohärenz zueinander aufweisen, wenn die Frequenzen im Verhältnis kleiner natürlicher Zahlen stehen. Technisch spielt diese Art der Kohärenz eine Rolle beim Frequenzkamm oder in der Radartechnik. Erzeugt wird diese Kohärenz durch Modenkopplung oder Frequenzverdopplung oder -vervielfachung.
In Wellenfeldern kann man auch die Fälle einer zeitlichen und einer räumlichen Kohärenz unterscheiden, auch wenn normalerweise beide Formen der Kohärenz vorhanden sein müssen. Zeitliche Kohärenz liegt vor, wenn entlang der Zeitachse (oft bildlich gleichgesetzt mit der Raumachse parallel zur Ausbreitungsrichtung) eine feste Phasendifferenz besteht. Räumliche Kohärenz liegt vor, wenn entlang einer Raumachse (oft reduziert auf die Raumachsen senkrecht zur Ausbreitungsrichtung) eine feste Phasendifferenz besteht.

## Mathematische Darstellung

### Kohärenz und Korrelation
Die für Interferenzfähigkeit notwendige Kohärenz bei Wellen kann anhand der Korrelationsfunktion quantifiziert werden. Diese Funktion liefert ein Maß für die Ähnlichkeit des zeitlichen Verlaufs zweier in Verbindung gebrachter Wellenamplituden.
Die Funktion
{\displaystyle \Gamma _{\mathrm {A} \mathrm {B} }(\tau )=\langle E(\mathbf {r} _{\mathrm {A} },t)E^{*}(\mathbf {r} _{\mathrm {B} },t+\tau )\rangle =\lim \limits _{T\to \infty }{\frac {1}{T}}\int \limits _{-T/2}^{+T/2}{E(\mathbf {r} _{\mathrm {A} },t)E^{*}(\mathbf {r} _{\mathrm {B} },t+\tau ){\textrm {d}}t}}
definiert zunächst die (komplexe) Kreuzkorrelationsfunktion zwischen den Zeitverläufen zweier betrachteter Amplituden. Die beiden Amplituden werden an den Ortspunkten A und B der Welle {\displaystyle E} und bei einem Zeitunterschied von {\displaystyle \tau } herausgegriffen und als Funktion der Zeit {\displaystyle t} verglichen.
Die Kontrastfunktion für raumzeitliche Kohärenz, die durch
{\displaystyle K_{\mathrm {A} \mathrm {B} }(\tau )=\left|{\frac {2\Gamma _{\mathrm {A} \mathrm {B} }(\tau )}{\Gamma _{\mathrm {A} \mathrm {A} }(0)+\Gamma _{\mathrm {B} \mathrm {B} }(0)}}\right|}
gegeben ist, liefert nun direkt die Stärke der Kohärenz als Wert zwischen 0 und 1. Im Allgemeinen unterscheidet man drei Fälle:
|     | {\displaystyle K_{\mathrm {A} \mathrm {B} }(\tau )} | = 1 | vollständige Kohärenz   |
| 0 < | {\displaystyle K_{\mathrm {A} \mathrm {B} }(\tau )} | < 1 | partielle Kohärenz      |
|     | {\displaystyle K_{\mathrm {A} \mathrm {B} }(\tau )} | = 0 | vollständige Inkohärenz |

Im Falle rein zeitlicher Kohärenz werden nur Korrelationen mit A = B betrachtet. Hier liefert die Kontrastfunktion für zeitliche Kohärenz
{\displaystyle K(\tau )=\left|{\frac {\Gamma (\tau )}{\Gamma (0)}}\right|}
die Stärke der zeitlichen Kohärenz in Abhängigkeit vom Zeitabstand {\displaystyle \tau }. {\displaystyle K(\tau )} hat bei {\displaystyle \tau =0} den maximalen Wert 1 und fällt je nach Kohärenz mehr oder weniger schnell auf 0 ab. Die Kohärenzzeit {\displaystyle \tau _{c}} ist definiert als der Zeitabstand {\displaystyle \tau }, bei dem die Kontrastfunktion auf 1/e abgefallen ist. Soll die Kohärenz zwischen verschiedenen Wellen berechnet werden, wird die Kreuzkorrelationsfunktion
{\displaystyle \Gamma (\tau )=\langle E_{1}(t)E_{2}^{*}(t+\tau )\rangle }
der Wellen {\displaystyle E_{1}} und {\displaystyle E_{2}} verwendet.
Im Falle rein räumlicher Kohärenz werden nur Korrelationen mit {\displaystyle \tau =0} betrachtet. Hier liefert die Kontrastfunktion für räumliche Kohärenz
{\displaystyle K_{\mathrm {A} \mathrm {B} }=\left|{\frac {2\Gamma _{\mathrm {A} \mathrm {B} }}{\Gamma _{\mathrm {A} \mathrm {A} }+\Gamma _{\mathrm {B} \mathrm {B} }}}\right|}
die Stärke der räumlichen Kohärenz zwischen den Punkten A und B. Ein Volumen, in dem alle Punktepaare A, B einen Kontrast {\displaystyle K_{\mathrm {A} \mathrm {B} }>1/e} aufweisen, bildet ein sogenanntes Kohärenzvolumen, innerhalb dessen räumliche Kohärenz vorliegt. Meistens wird unter dem Begriff der räumlichen Kohärenz nur die Kohärenz quer zur Ausbreitungsrichtung der Welle verstanden, was präziser mit transversal räumliche Kohärenz bezeichnet werden müsste. Die räumliche Kohärenz entlang der Ausbreitungsrichtung, also die longitudinal räumliche Kohärenz, wird dagegen oft mit der zeitlichen Kohärenz gleichgesetzt, was nur näherungsweise korrekt ist.

#### Vielstrahlinterferenz
Die gezeigte mathematische Definition der Kohärenz beschreibt nur die Korrelation zwischen zwei Punkten einer Welle. In vielen Anwendungen muss jedoch die Bedingung erfüllt sein, dass sich sehr viele Teilwellen zu einem gemeinsamen Interferenzmuster überlagern können. Dabei ist die paarweise Kohärenz der Teilwellen allein nicht hinreichend. Der Kohärenzbegriff muss hierfür erweitert oder mit Zusatzbedingungen verknüpft werden.
Im Beispiel eines Beugungsgitters in der Optik etwa, bei dem eine sehr große Zahl von Teilwellen interferieren muss, genügt die paarweise räumliche Kohärenz noch nicht, um scharfe Beugungsspektren sichtbar werden zu lassen. Zusätzlich muss eine simultane Korrelation zwischen den Phasen aller Teilwellen vorliegen, damit die paarweise interferenzfähigen Teilstrahlen in einem gemeinsamen Beugungsmaximum auf dem Schirm zur Deckung kommen. Diese Bedingung ist insbesondere dann erfüllt, wenn ebene Wellenfronten auf ein ebenes Beugungsgitter treffen. Zwei weitere Anwendungsfälle, bei denen Vielstrahlinterferenz eine Rolle spielt, sind die Braggreflexion und das Fabry-Pérot-Interferometer.

## Kohärenz in der klassischen Optik
In der klassischen Optik wird Kohärenz mit der Interferenzfähigkeit von Licht in direkten Zusammenhang gebracht. Der Kontrast des Interferenzmusters V (engl. Visibility) ist ein Maß für die Kohärenz des Lichts. Insbesondere in der Optik spielen die beiden Spezialfälle der räumlichen und zeitlichen Kohärenz eine große Rolle.
Kohärenz ist Eigenschaft zweier Wellenzüge, die dann vorliegt, wenn ihre Phasenverschiebung an einem festen Ort entweder konstant bleibt oder sich gesetzmäßig mit der Zeit ändert. Inkohärenz bedeutet dementsprechend die Abwesenheit einer definierten Phasenbeziehung. Kohärenz ist die Voraussetzung für das Auftreten von Interferenz.

### Kohärenz und Kontrast eines Interferogramms
In der Optik bedeutet Kohärenz die Interferenzfähigkeit bezüglich eines bestimmten Experimentes und wird mit dem Kontrast {\displaystyle V} des Interferenzmusters, der maximal 1 (vollständig kohärentes Licht) und minimal 0 (vollständig inkohärentes Licht) sein kann, in Verbindung gebracht.
Das Interferenzmuster zweier Lichtquellen ist abhängig von ihrer komplexen gegenseitigen Kohärenzfunktion {\displaystyle \Gamma =\left\langle E_{1}E_{2}^{*}\right\rangle } bzw. dem komplexen gegenseitigen Kohärenzgrad {\displaystyle \gamma ={\frac {\Gamma }{\sqrt {I_{1}I_{2}}}}} bzw. vom Kontrast {\displaystyle V={\frac {2{\sqrt {I_{1}I_{2}}}}{I_{1}+I_{2}}}\left|\gamma \right|}
{\displaystyle I=I_{1}+I_{2}+2Re\{\Gamma \}=I_{1}+I_{2}+2{\sqrt {I_{1}I_{2}}}Re\{\gamma \}}
Für Zweistrahlinterferenz einer Welle {\displaystyle E_{1}=E({\vec {r}}_{1},t_{1})} mit ihrer räumlich und zeitlich verschobenen Kopie {\displaystyle E_{2}=E({\vec {r}}_{2},t_{2})} ergibt sich die Zweistrahlinterferenzformel {\displaystyle I=I_{0}\left(1+V\cos(\Delta \Phi )\right)}.

### Zeitliche Kohärenz

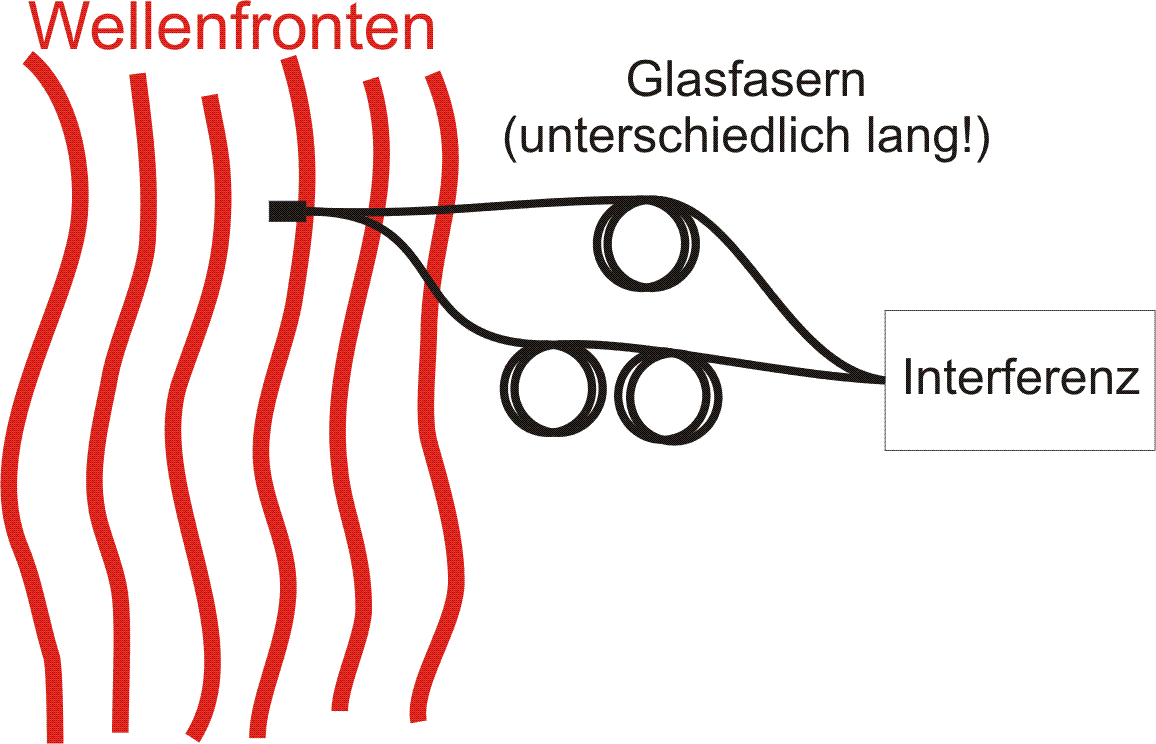
Interferenz zweier zeitlich getrennter Punkte einer Welle

Licht entsteht aus diskontinuierlichen Emissionsakten, die Photonen-Wellenzüge aussenden. Diese Wellenzüge sind jeweils mit einem regelmäßig oszillierenden Feld verbunden, das willkürlich seine Phase verändert. „Dieses Intervall, in dem die Lichtwelle eine Sinusschwingung darstellt, ist ein Maß für ihre zeitliche Kohärenz.“ Die Kohärenzzeit ist somit durch das mittlere Zeitintervall definiert, in dem die Lichtwelle in einer vorhersagbaren Weise schwingt. Eine höhere Kohärenzzeit entspricht einer höheren zeitlichen Kohärenz einer Licht emittierenden Quelle.

Einzelne Wellenpakete gleicher Frequenz und unterschiedlicher Phase. Das Summensignal ergibt eine Kohärenzzeit in der Größenordnung, die der Dauer der einzelnen Wellenpakete entspricht.

Zeitliche Kohärenz ist dann notwendig, wenn die Welle zu einer zeitlich verschobenen Kopie ihrer selbst kohärent sein soll. Das ist beispielsweise dann der Fall, wenn in einem Michelson-Interferometer die Weglängen im Objekt- und Referenzarm unterschiedliche Längen aufweisen. Die Zeit, nach der sich die Relativwerte von Phase und/oder Amplitude signifikant verändert haben (so dass die Korrelation in entscheidendem Maße abnimmt), wird Kohärenzzeit {\displaystyle \tau _{c}} genannt. Bei {\displaystyle \Delta t=0} ist die Kohärenz noch perfekt, sie hat sich aber nach der Zeit {\displaystyle \Delta t=\tau _{c}} entscheidend verringert. Die Kohärenzlänge {\displaystyle l_{c}} ist als die Entfernung definiert, die die Welle innerhalb der Kohärenzzeit zurücklegt.

#### Wiener-Chintschin-Theorem
Bei einer Lichtquelle wird die zeitliche Kohärenz durch die spektrale Zusammensetzung des Lichts bestimmt. Licht einer monochromatischen Lichtquelle ist zeitlich vollständig kohärent. Licht, das sich aus verschiedenen Wellenlängen zusammensetzt (z. B. wegen Dopplerverbreiterung), ist – je nach Art der Zusammensetzung – partiell kohärent oder inkohärent. Dieser Zusammenhang wird durch das Wiener-Chintschin-Theorem beschrieben, das besagt, dass der Kohärenzgrad (als Autokorrelationsfunktion der Feldstärke) der normierten Fouriertransformation des Lichtspektrums entspricht. Die Kohärenzlänge des Lichts ist als der Punkt definiert, an dem der Kohärenzgrad auf {\displaystyle 1/e} abgefallen ist.
Den Zusammenhang zwischen dem Spektrum der Lichtquelle und der zeitlichen Kohärenz kann man sich am Beispiel des Michelson-Interferometers veranschaulichen. Bei verkipptem Referenzspiegel ist der Weglängenunterschied beider Strahlen linear von der Kipprichtung abhängig. Entspricht der Weglängenunterschied einem ganzzahligen Vielfachen der Wellenlänge, so interferieren die Strahlen konstruktiv, und das Interferenzmuster hat ein Maximum. Bei monochromatischem Licht ist ein Streifenmuster auf dem Schirm sichtbar.
Hat das Licht verschiedene Wellenlängen, so sind die einzelnen Streifenmuster zueinander verschoben. Die Streifen sind umso breiter, je größer die Wellenlänge ist. Bei der Überlagerung der Streifenmuster auf einem Beobachtungsschirm löschen sich die Streifen an manchen Orten gegenseitig aus oder verstärken sich gegenseitig (partielle Kohärenz).

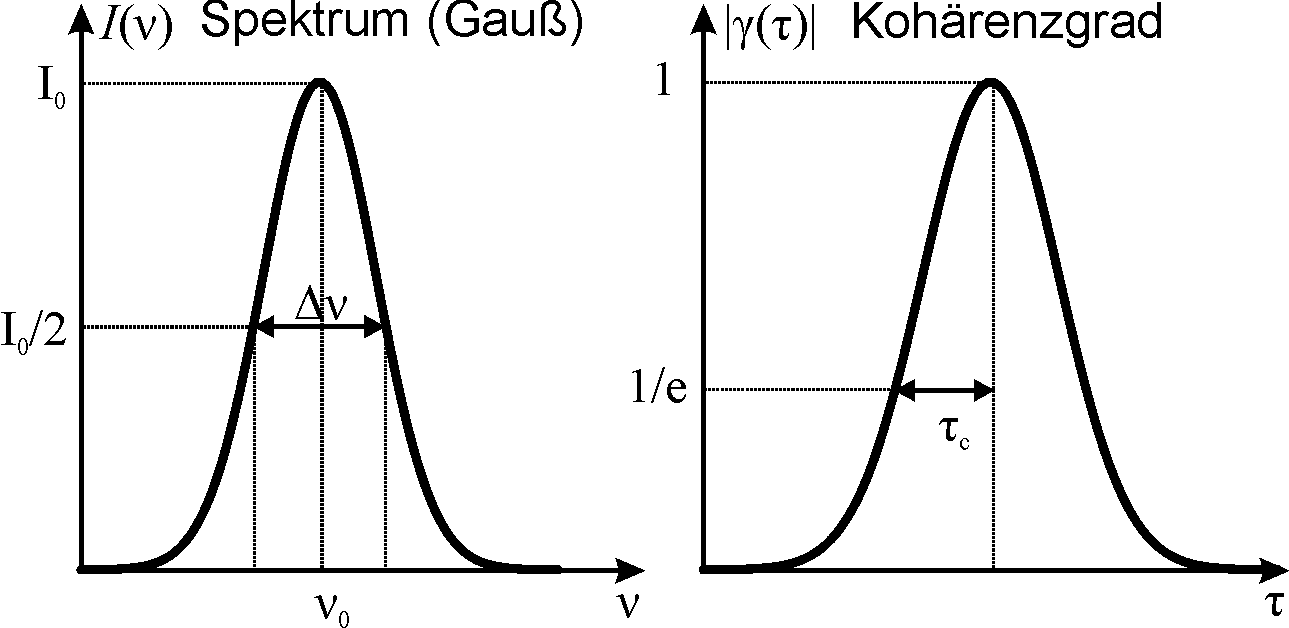
Zeitliche Kohärenz als Fouriertransformierte des Spektrums der Lichtquelle

Berechnet man nach dem Wiener-Chintschin-Theorem die Kohärenzfunktion für den Fall eines Lasers mit einem gaußförmigen Spektrum (Bandbreite FWHM = {\displaystyle \Delta \lambda }, Schwerpunktwellenlänge {\displaystyle \lambda }), so erhält man eine gaußförmige Kohärenzfunktion mit der Kohärenzlänge {\displaystyle l_{c}={\frac {\lambda ^{2}}{\Delta \lambda }}}.
Aus der Fouriertransformation folgt direkt, dass – je nach Form des Spektrums (im obigen Fall des gaußförmigen Spektrums beispielsweise nicht, wohl aber z. B. für eine Schwebung, bei der die Autokorrelationsfunktion periodisch ist) – auch für größere Weglängenunterschiede als {\displaystyle l_{c}} wieder eine hohe Kohärenz erreicht werden kann. Diese Eigenschaft der Kohärenz lässt sich im anschaulichen Bild der endlich langen Wellenzüge (s. u.) nicht erklären.

#### Anschauliche Erklärung der zeitlichen Kohärenz durch endliche Wellenzüge
„Natürliches“ Licht entsteht, wenn ein Elektron in einem Atom von einem angeregten in einen weniger angeregten Zustand übergeht. Beim Zerfall des angeregten Zustandes schwingt in semiklassischer Vorstellung das Elektron eine gewisse Zeit. Während dieser Zeit (= Lebensdauer) wird es ein Photon emittieren (gedämpfte Schwingung). Typische Lebensdauern solcher atomarer Prozesse sind {\displaystyle \tau =10\,\mathrm {ns} } (= Kohärenzzeit). Dieses führt zu Wellenpaketen mit Längen von {\displaystyle l_{c}=c\tau \approx 3\,\mathrm {m} } (= Kohärenzlänge) mit einer Frequenzunschärfe {\displaystyle \Delta f={\frac {1}{\tau }}} von etwa 100 MHz.
Das resultierende Licht setzt sich additiv aus Wellenpaketen zusammen, die von vielen unterschiedlichen Atomen ausgesandt wurden und sich in der Phase und auch in der Frequenz unterscheiden. Da die Atome meist in thermischer Bewegung sind, zeigt das von solchen Atomen emittierte Licht Dopplerverbreiterung, bei starker gegenseitiger Wechselwirkung (z. B. Stöße) der Atome auch Druckverbreiterung. Beide Effekte verkürzen die Kohärenzzeit bzw. -länge des emittierten Lichts erheblich.
Die Zerfälle durch endliche Wellenzüge zu modellieren, kann nicht alle Aspekte der zeitlichen Kohärenz erklären, dient aber als Hilfsvorstellung in einfachen Fällen.

### Räumliche Kohärenz

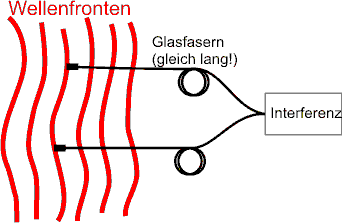
Interferenz zweier Punkte entlang einer Welle

Soll die Welle mit einer räumlich verschobenen Kopie ihrer selbst interferieren, ist räumliche Kohärenz nötig. Dieses ist beispielsweise im youngschen Doppelspaltversuch der Fall: Hier werden durch die beiden Spalte zwei Punkte aus der einfallenden Welle herausgegriffen und zur Interferenz gebracht. Wie weit diese beiden Punkte auseinanderliegen dürfen, beschreibt die Ausdehnung des Gebiets der räumlichen Kohärenz.

#### Van-Cittert-Zernike-Theorem

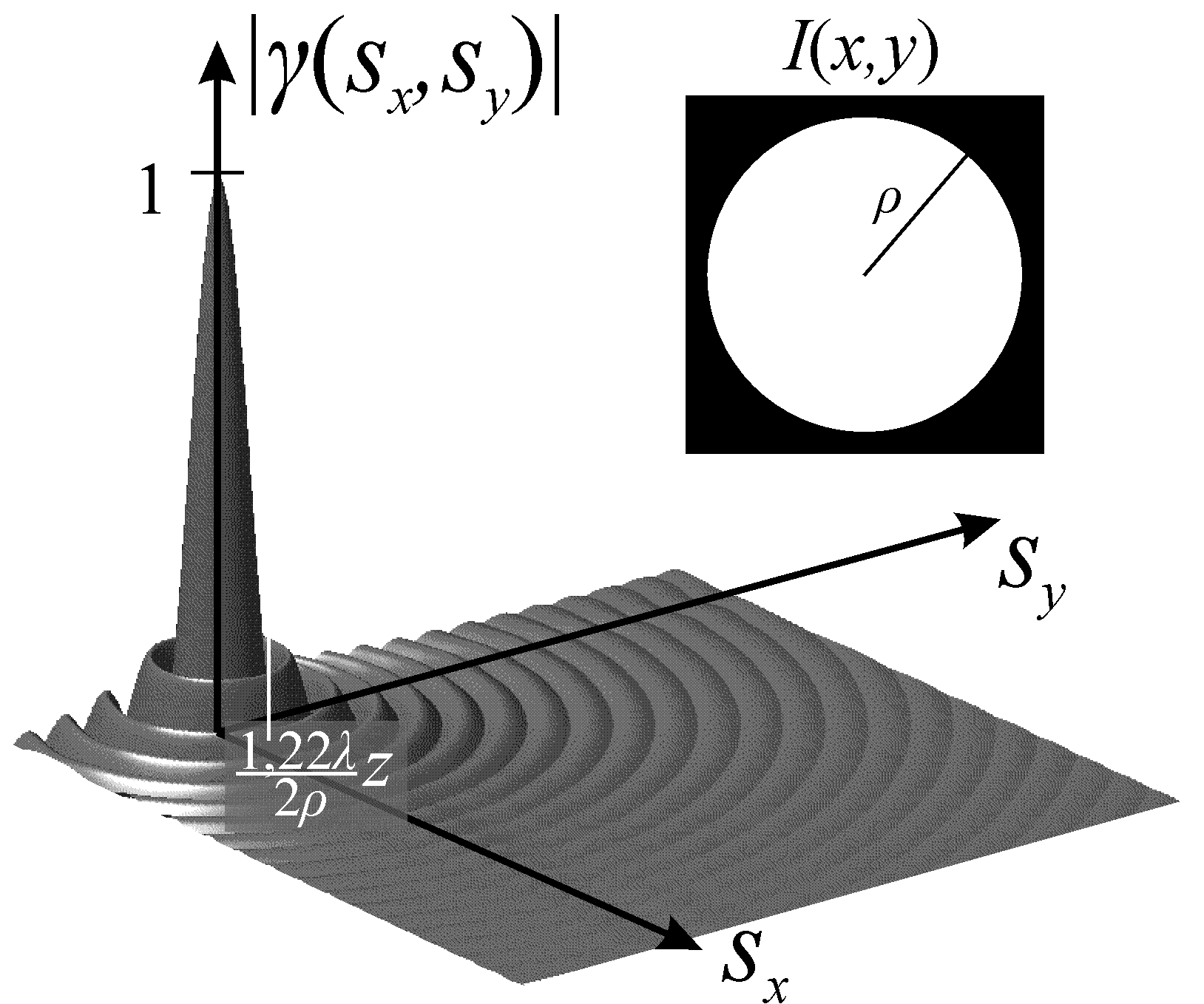
Komplexer Kohärenzgrad als Fouriertransformierte der Intensitätsverteilung der Lichtquelle für eine runde Lichtquelle

Bei einer ausgedehnten Lichtquelle mit statistischer Phasenverteilung, d. h. zutreffend für LEDs, Glühbirnen und Gasentladungslampen, jedoch nicht für Laser, wird die räumliche Kohärenz durch die Ausdehnung und die Form der Lichtquelle bestimmt. Dabei geht es mehr um die Winkelausdehnung als um die tatsächliche Ausdehnung, so dass die räumliche Kohärenz daher mit steigender Entfernung zunimmt. Eine Punktlichtquelle hat auch bei geringem Abstand eine vollständige räumliche Kohärenz. Dieser Zusammenhang wird durch das Van-Cittert-Zernike-Theorem – nach Pieter Hendrik van Cittert (1889–1959) und Frits Zernike – beschrieben, das besagt, dass der komplexe Kohärenzgrad der normierten Fouriertransformierten der Intensitätsverteilung der Lichtquelle entspricht (Bedingungen: kleine Ausdehnungen der Lichtquelle und des Beobachtungsgebiets, ausreichend großer Beobachtungsabstand).
Für eine kreisförmige Lichtquelle fällt die räumliche Kohärenz schnell ab und erreicht bei {\displaystyle 1{,}22\lambda z/2\rho } ihr Minimum in Abhängigkeit vom Abstand {\displaystyle z} des Beobachtungsschirms von der Lichtquelle. Danach ist die Kohärenz nicht verloren, sondern kommt für größere Abstände (in sehr schwacher Form) wieder.
Den Zusammenhang zwischen Ausdehnung der Lichtquelle und räumlicher Kohärenz kann man sich am Beispiel des Doppelspalt-Interferenzversuchs veranschaulichen. Am Beobachtungsschirm entsteht abhängig von den Laufzeitunterschieden der beiden Strahlen ein Interferenzmuster. Hierfür ist eine ausreichend hohe zeitliche Kohärenz der Lichtstrahlen nötig. Für den Punkt des Beobachtungsschirms, der zwischen den beiden Spalten liegt, haben die Lichtstrahlen keine Laufzeitdifferenz. Hier hat das Interferenzmuster das nullte Maximum.
Bei einer ausgedehnten Lichtquelle ist der Punkt mit Laufzeitdifferenz gleich null für jeden Punkt der Lichtquelle leicht verschoben. Die einzelnen Interferenzmuster verwischen sich je nach Größe der Lichtquelle gegenseitig.

### Erzeugung von kohärentem Licht
Die Wahl der Lichtquelle ist entscheidend für die Kohärenz. Allerdings ist Kohärenz keine Eigenschaft einer Lichtquelle selbst, sondern der Lichtstrahlen, da die Interferenzfähigkeit des Lichts bei der Ausbreitung verloren gehen kann.
Wenn man räumlich nicht-kohärentes Licht durch einen sehr schmalen Spalt sendet, verhält sich das Licht dahinter, als wäre der Spalt eine Punktlichtquelle (in einer Dimension), die Elementarwellen aussendet (siehe Huygenssches Prinzip). Die Größe des räumlichen Kohärenzgebiets ist im Fall eines einfachen Spaltes indirekt proportional zur Spaltgröße (van-Cittert-Zernike-Theorem, Verdetsche Kohärenzbedingung).
Mit zunehmendem Abstand zur Lichtquelle nimmt die Winkelausdehnung der Lichtquelle ab und damit die räumliche Kohärenz zu.
Die zeitliche Kohärenz des Lichts kann erhöht werden, indem man einen Wellenlängenfilter einsetzt, der das Spektrum der Lichtquelle begrenzt.
Leuchtstoffröhren, Glühlampen und Gasentladungslampen sind räumlich ausgedehnte Lichtquellen (räumlich inkohärent), die weißes Licht einer großen Menge verschiedener Frequenzen (zeitlich inkohärent) erzeugen. Durch Lochblenden und Wellenlängenfilter kann daraus räumlich und zeitlich kohärentes Licht erzeugt werden, jedoch wird dabei die verbleibende Intensität des Lichts stark reduziert, so dass dieses Verfahren wenig praktikabel ist.
Laserlicht dagegen gilt als das am besten erzeugbare monochromatische Licht überhaupt und hat die größte Kohärenzlänge (bis zu mehreren Kilometern). Ein Helium-Neon-Laser kann beispielsweise Licht mit Kohärenzlängen von über 1 km produzieren. Allerdings sind nicht alle Laser monochromatisch (z. B. kann ein Titan:Saphir-Laser auch spektrale Breiten von Δλ ≈ 2  – 70 nm aufweisen und damit eine geringe Kohärenzlänge von einigen Mikrometern besitzen, trotzdem aber grundmodig sein und damit über eine extrem hohe räumliche Kohärenz verfügen).
Da ein Laser in der Regel über seine gesamte Austrittsapertur hinweg dieselbe Phase aufweist, besitzt das emittierte Laserlicht zudem eine sehr hohe räumliche Kohärenz. LEDs sind nicht nur weniger monochromatisch (Δλ ≈ 30 nm) und haben deshalb kürzere Kohärenzzeiten als die meisten Laser, sie haben auch eine Ausdehnung von mehreren hundert Mikrometern und damit eine geringe räumliche Kohärenz.

### Messung der Kohärenz

#### Zeitliche Kohärenz
Man kann die Kohärenzzeit bzw. Kohärenzlänge einer Lichtwelle bestimmen, indem man diese in zwei Teilstrahlen aufteilt und sie später wieder vereint – etwa in einem Michelson-Interferometer oder Mach-Zehnder-Interferometer. Man sieht Interferenzerscheinungen in einer solchen Anordnung nur dann, wenn der Laufzeitunterschied bzw. der Wegunterschied zwischen den Teilwellen kleiner bleibt als die Kohärenzzeit bzw. Kohärenzlänge der von den Atomen ausgesandten Wellenzüge.
Auch aus der Messung des Spektrums lässt sich durch Fouriertransformation die zeitliche Kohärenz bestimmen. Umgekehrt kann auch das Spektrum einer Lichtquelle bestimmt werden, indem der Interferenz-Kontrast in einem Michelson-Interferometer gemessen wird, während der Weglängenunterschied variiert wird (FTIR-Spektrometer).

#### Räumliche Kohärenz
Ähnlich wie im Fall der zeitlichen Kohärenz kann die räumliche Kohärenz durch Messung des Kontrastes eines Interferenzmusters bestimmt werden, wenn ein Interferometer eingesetzt wird, das empfindlich auf die räumliche Kohärenz ist (Verwandte des Doppelspaltaufbaus). Bei der Stellarinterferometrie wird durch Messung des Kontrasts über die räumliche Kohärenz die Winkelausdehnung von Sternen bestimmt.

## Kohärenz und Inkohärenz in der Quantenmechanik

Interferenzmuster eines Doppelspaltexperiments mit wachsender Anzahl N der am Schirm angekommenen Elektronen: b:N= 200, c:N= 6 000, d:N= 40 000, e:N= 140 000 Elektronen

Die Möglichkeit, jeden Zustand eines Quantensystems als Ergebnis der kohärenten Überlagerung von anderen Zuständen desselben Systems zu bilden, ist ein wesentlicher Unterschied zur klassischen Physik. Als ein Beispiel kann man den Zustand eines Elektrons nennen, das nach dem Durchgang durch einen Doppelspalt am Schirm eintrifft, wo es dann in Form eines kurz aufleuchtenden Punkts nachgewiesen wird. Die aufleuchtenden Punkte zeigen eine streifenförmige Häufigkeitsverteilung, die sich nicht anders deuten lässt, als dass sich für jedes einzelne Elektron eine räumlich periodisch destruktive und konstruktive Interferenz von zwei kohärente Materiewellen ergibt, die aus dem einen oder dem anderen der beiden Spalte hervorgegangen sind und sich überlagern.

### Kohärente Überlagerung
Stellt man die quantenmechanischen Zustände durch Zustandsvektoren dar, dann bedeutet kohärente Überlagerung die Linearkombination solcher Vektoren mit komplexen Koeffizienten. Wenn (wie üblich) die überlagerten Vektoren zu einer orthonormierten Basis gehören, dann gibt das Betragsquadrat eines Koeffizienten die Stärke an, mit der der entsprechende Basiszustand in dem Überlagerungszustand vertreten ist. An der Stärke ändert sich nichts, wenn dieser Koeffizient mit einem komplexen Faktor vom Betrag 1 (Phasenfaktor) multipliziert wird. Der Überlagerungszustand ist dann aber ein anderer, außer wenn alle Koeffizienten mit demselben Phasenfaktor multipliziert werden.
Dies sieht man schon am Beispiel des 2-Zustandssystems, wie es etwa von dem Spin des Elektrons in einem Magnetfeld realisiert wird. Der Spin ist in den beiden Zuständen {\displaystyle |\!\!+\!z\rangle } und {\displaystyle |\!\!-\!z\rangle } mit den Werten ±½ parallel bzw. antiparallel zum Feld (in {\displaystyle z}-Richtung) ausgerichtet. Im kohärent überlagerten Zustand {\displaystyle |\!\!+\!x\rangle ={\tfrac {1}{\sqrt {2}}}|\!\!+\!z\rangle +{\tfrac {1}{\sqrt {2}}}|\!\!-\!z\rangle } ist er aber parallel zur {\displaystyle x}-Richtung, und im Zustand {\displaystyle |\!\!+\!y\rangle ={\tfrac {1}{\sqrt {2}}}|\!\!+\!z\rangle +{\tfrac {\mathrm {i} }{\sqrt {2}}}|\!\!-\!z\rangle } parallel zur {\displaystyle y}-Richtung. Im Zustand {\displaystyle |\!\!+\!x\rangle } würde eine Messung der {\displaystyle z}-Ausrichtung des Spins zu je 50 % (Betragsquadrat der Koeffizienten) die Ergebnisse +½ und  -½ ergeben. Dennoch wäre dieser Zustand noch nicht eindeutig beschrieben, wenn man ihn einfach als eine statistische Mischung von 50 % {\displaystyle |\!\!+\!z\rangle }-Zustand und 50 % {\displaystyle |\!\!-\!z\rangle }-Zustand definiert. Denn die gleiche Definition würde dann auch für den Zustand {\displaystyle |\!\!+\!y\rangle } gelten. Zudem kann diese Definition als statistische Mischung nicht reproduzieren, dass eine Messung der x-Komponente des Spins im Zustand {\displaystyle |\!\!+x\!\rangle }  ausschließlich das Ergebnis +½ liefert, im Zustand {\displaystyle |\!\!+\!y\!\rangle } aber wieder je zur Hälfte ±½. Die Zustände {\displaystyle |\!\!+\!x\rangle } und {\displaystyle |\!\!+\!y\rangle }  sind verschieden (wenn auch nicht orthogonal), sie unterscheiden sich nur durch die relative komplexe Phase in der Überlagerung der  {\displaystyle |\!\!\pm \!z\rangle }-Zustände. Eine solche Überlagerung wird als kohärent bezeichnet.

### Inkohärente Überlagerung
Demgegenüber wird die einfache Mischung mehrerer Elektronen im Zustand {\displaystyle |\!\!+\!z\rangle } mit Elektronen im Zustand {\displaystyle |\!\!-\!z\rangle } als inkohärente Überlagerung oder als Zustandsgemisch bezeichnet. Ein wichtiger physikalischer Unterschied zwischen inkohärenter und kohärenter Überlagerung besteht darin, dass man ein inkohärentes Gemisch nicht in reversibler und kontrollierter Weise einen reinen Fall, wo alle Teilchen im selben Zustand sind – z. B. von 100 % der Elektronen im {\displaystyle |\!\!+\!z\rangle }-Zustand, umwandeln kann. Mit Elektronen im kohärent überlagerten Zustand {\displaystyle |\!\!+x\rangle ={\tfrac {1}{\sqrt {2}}}|\!\!+\!z\rangle +{\tfrac {1}{\sqrt {2}}}|\!\!-\!z\rangle } geht das aber problemlos, indem man ein zusätzliches Magnetfeld in {\displaystyle y}-Richtung so anlegt, dass es eine viertel Umdrehung der Larmorpräzession verursacht. Mathematisch wird dabei dem Ausgangszustand {\displaystyle |\!\!+x\rangle } eines jeden Elektrons in kohärenter Weise (und unter Erhaltung der Normierung) der Zustand {\displaystyle |\!\!-x\rangle ={\tfrac {1}{\sqrt {2}}}|\!\!+\!z\rangle -{\tfrac {1}{\sqrt {2}}}|\!\!-\!z\rangle } überlagert, der die störende Komponente {\displaystyle {\tfrac {1}{\sqrt {2}}}|\!\!-\!z\rangle } durch destruktive Interferenz auslöscht.
Auch bei kohärenter Überlagerung kann ein inkohärentes Zustandsgemisch entstehen, wenn bei vielen Teilchen die komplexen Phasen der Koeffizienten gleichverteilt sind. Wenn N gleiche Quantensysteme in Zuständen sind, wo dieselben zwei orthogonalen Basiszustände {\displaystyle |a\rangle } und {\displaystyle |b\rangle } überlagert werden zu {\displaystyle |c\rangle =\alpha |a\rangle +\beta |b\rangle }, wobei die komplexen Koeffizienten konstante Beträge haben, aber ihre komplexe Phase beliebig ist, dann entsteht ein inkohärentes Zustandsgemisch. Die Wahrscheinlichkeiten dafür, dass ein System bei einer entsprechenden Messung den Zustand {\displaystyle |a\rangle } bzw. {\displaystyle |b\rangle } zeigt, sind bei allen N Quantensystemen {\displaystyle p_{a}=|\alpha |^{2}} und {\displaystyle p_{b}=|\beta |^{2}}. Interferenz braucht man dann nicht mehr zu betrachten, denn insoweit verhält sich das inkohärente Zustandsgemisch genau so, wie sich in der klassischen Physik ein Gemisch von N Teilchen verhält, von denen jedes in einem der verschiedenen Basiszustände ist.
Die Wahrscheinlichkeiten der verschiedenen Zustände interpretiert man als deren relative Häufigkeiten, wenn das Gemisch aus vielen Teilchen (bzw. Quantensystemen) besteht. Ist es nur ein einziges Teilchen, dann geben die Wahrscheinlichkeiten das Maß der Unkenntnis an, in welchem der Zustände sich das Teilchen befindet. Dem entspricht als Beispiel der klassischen Physik ein Würfel, der noch unter dem Würfelbecher verdeckt liegt. Sein Zustand zeigt sicher eine bestimmte Augenzahl {\displaystyle i}, wobei zu jedem der 6 möglichen Ergebnisse eine bestimmte Wahrscheinlichkeit gehört, bei einem ungezinkten Würfel {\displaystyle p_{i}={\tfrac {1}{6}}}.

### Darstellung mit Dichteoperator
Der Dichteoperator   ist ein selbstadjungierter Operator im Hilbertraum mit Spur 1 und ausschließlich nicht-negativen Eigenwerten {\displaystyle 0\leq p\leq 1}.(Kap. 3.10) Für die Darstellung des quantenmechanischen Zustands hat der Dichteoperator {\displaystyle {\hat {\rho }}} einen größeren Geltungsbereich als der Zustandsvektor {\displaystyle |\psi \rangle }. Für einen reinen Zustand {\displaystyle |\psi \rangle } ist der Dichteoperator der Projektionsoperator {\displaystyle {\hat {P}}_{\psi }} auf den betreffenden 1-dimensionalen Unterraum, als dyadisches Produkt geschrieben:
{\displaystyle {\hat {\rho }}={\hat {P}}_{\psi }=|\psi \rangle \langle \psi |}
Alle anderen Dichteoperatoren stellen inkohärent überlagerte Gemische verschiedener Zustände dar. Mathematisch unterscheiden sich die beiden Arten Dichteoperator anhand der Bedingung
{\displaystyle {\hat {\rho }}^{2}={\hat {\rho }}} : reiner Zustand (Projektionsoperator, idempotent)
{\displaystyle {\hat {\rho }}<1} : inkohärentes Gemisch (z. B. Gemisch der Eigenzustände von {\displaystyle {\hat {\rho }}} mit den Eigenwerten {\displaystyle p<1} von {\displaystyle {\hat {\rho }}} als Gewichten).
Die physikalische Bedeutung entspricht dem Zustandsbegriff, dass der Zustand diejenige Funktion definiert, die jeder möglichen Messgröße  {\displaystyle A} ihren Erwartungswert {\displaystyle \langle A\rangle }
zuweist. Allgemein gilt für den Dichteoperator
{\displaystyle \langle A\rangle =\mathbb {Sp} ({\hat {\rho }}{\hat {A}})},
wobei {\displaystyle {\hat {A}}} der zur Größe {\displaystyle A} gehörende Operator ist.
Inkohärente Mischung (von {\displaystyle N} Zuständen  {\displaystyle \psi _{n}} mit Gewichten {\displaystyle p_{n}}) bedeutet, dass bei Messungen keine Kohärenzeffekte auftreten. Der Erwartungswert jeder Größe {\displaystyle A} wird dann einfach durch das gewichtete Mittel aller einzelnen Erwartungswerte {\displaystyle a_{n}=\langle \psi _{n}|{\hat {A}}|\psi _{n}\rangle } der Bestandteile gegeben:
{\displaystyle \langle A\rangle =\sum _{n=1}^{N}p_{n}a_{n}=\sum _{n=1}^{N}p_{n}\langle \psi _{n}|{\hat {A}}|\psi _{n}\rangle }
Genau dieses Ergebnis ergibt sich auch aus {\displaystyle \langle A\rangle =\mathbb {Sp} ({\hat {\rho }}{\hat {A}})} mit dem Operator
{\displaystyle {\hat {\rho }}=\sum _{n=1}^{N}p_{n}{\hat {P}}_{\psi _{n}}}
Daher ist {\displaystyle {\hat {\rho }}} der richtige Dichteoperator für das Gemisch. Diese Konstruktion gilt für jede Wahl der inkohärent gemischten Zustände {\displaystyle \psi _{n}}, z. B. brauchen sie weder orthogonal zueinander noch Eigenzustände eines bestimmten Operators zu sein.
Zum Beweis setzt man {\displaystyle {\hat {\rho }}=\sum _{n=1}^{N}p_{n}{\hat {P}}_{\psi _{n}}} ein und rechnet die Spur in einer beliebigen Orthonormalbasis {\displaystyle |\alpha _{m}\rangle }  aus:
{\displaystyle \mathbb {Sp} ({\hat {\rho }}{\hat {A}})=\sum _{n=1}^{N}\sum _{m}p_{n}\langle \alpha _{m}|\psi _{n}\rangle \langle \psi _{n}|{\hat {A}}|\alpha _{m}\rangle =\sum _{n=1}^{N}p_{n}\langle \psi _{n}|{\hat {A}}|\left(\sum _{m}|\alpha _{m}\rangle \langle \alpha _{m}|\right)|\psi _{n}\rangle }
(Der Ausdruck in der großen runden Klammer ist der Einheitsoperator.)
Es folgt, wie oben behauptet:
{\displaystyle \langle A\rangle =\sum _{n=1}^{N}p_{n}\langle \psi _{n}|{\hat {A}}|\psi _{n}\rangle }

### Ein verschränktes Teilsystem zeigt sich bei Teilmessung als ein inkohärentes Gemisch
Messungen an einem zusammengesetzten System betreffen oft nur eines der Teilsysteme, während die anderen Teilsysteme völlig unbeachtet bleiben. Wenn die Teilsysteme im Zustand des Gesamtsystems verschränkt sind, kann man die Messergebnisse einer solchen Messung an einem Teilsystem nicht mittels eines geeigneten Zustandsvektors vorhersagen, sondern nur durch einen Dichteoperator. Dieser wird als Reduzierter Dichteoperator bezeichnet, weil man ihn aus dem Dichteoperator für das Gesamtsystem (auch wenn dieses sich in einem reinen Zustand befindet) durch partielle Spurbildung erhalten kann.
Mithilfe der Zustandsvektoren der Einzelsysteme lässt sich die Herleitung so darstellen: Seien {\displaystyle X=x_{1},\,x_{2},\,\ldots } und  {\displaystyle Y=y_{1},\,y_{2},\,\ldots } die Variablen von zwei Systemen und  {\displaystyle \psi (X)} bzw. {\displaystyle \phi (Y)} ihre Wellenfunktionen in jeweils einem reinen Zustand. Seien {\displaystyle \psi _{n}(X)} für {\displaystyle n=1,\,2,\,\ldots } die Eigenfunktionen des Systems {\displaystyle X} für eine nur am System {\displaystyle X} beobachtete Größe {\displaystyle A} mit Eigenwerten  {\displaystyle a_{n}}:
{\displaystyle {\hat {A}}\psi _{n}(X)=a_{n}\psi _{n}(X)}
Jeder reine Zustand des aus {\displaystyle X} und {\displaystyle Y} zusammengesetzten Gesamtsystems {\displaystyle Z} lässt sich durch eine Wellenfunktion (auf dem Tensorprodukt der Hilberträume von {\displaystyle X} und {\displaystyle Y})
{\displaystyle \Psi (X,Y)=\sum _{n}\psi _{n}(X)\phi _{n}(Y)}
darstellen, wobei die  {\displaystyle \psi _{n}(X)} die genannten Eigenfunktionen von System {\displaystyle X}  sind und die {\displaystyle \phi _{n}(Y)} geeignete Funktionen, die nach Normierung mit einem geeigneten Faktor {\displaystyle N} jeweils einen reinen Zustand {\displaystyle N\phi _{n}(Y)} des Systems {\displaystyle Y} darstellen. Der Zustand  {\displaystyle N\phi _{n}(Y)} des unbeobachteten Teilsystems ist mit dem Zustand {\displaystyle \psi _{n}(X)} des beobachteten Teilsystems verschränkt.
Der Operator {\displaystyle {\hat {A}}} zur Messgröße wirkt nicht auf die {\displaystyle Y}-Variablen, sein Erwartungswert lässt sich daher so berechnen:
{\displaystyle \langle A\rangle =\langle \Psi (X,Y)|{\hat {A}}|\Psi (X,Y)\rangle =\sum _{n}\langle \psi _{n}(X)|{\hat {A}}|\psi _{n}(X)\rangle \ \langle \phi _{n}(Y)|\phi _{n}(Y)\rangle }
Für die Erwartungswerte kann man {\displaystyle \langle \psi _{n}(X)|{\hat {A}}|\psi _{n}(X)\rangle =a_{n}} schreiben, für die Normquadrate  {\displaystyle \langle \phi _{n}(Y)|\phi _{n}(Y)\rangle (={\tfrac {1}{N^{2}}})=p_{n}}. Das Endergebnis ist damit {\displaystyle \langle A\rangle =\sum _{n}p_{n}a_{n}}. Es zeigt sich: Die  {\displaystyle p_{n}} sind die Gewichte, mit denen die möglichen Einzelmesswerte {\displaystyle a_{n}} in das Endergebnis für {\displaystyle \langle A\rangle } eingehen. Ein Teilsystem eines zusammengesetzten Systems (in einem verschränkten Zustand) verhält sich bei einer Messung demnach immer wie eine inkohärente Mischung der Eigenzustände der betreffenden Messgröße. Da es von der Messgröße abhängt, welche Zustände von Systems {\displaystyle X} inkohärent überlagert werden, lässt sich das System {\displaystyle X} als Teil eines verschränkten Systems nicht für alle möglichen Messungen gleichzeitig durch denselben Dichteoperator darstellen.